# Thanh Thủy, Tuyên Quang
Thanh Thủy là một xã thuộc tỉnh Tuyên Quang, Việt Nam.

## Địa lý
Xã Thanh Thủy có vị trí địa lý:
- Phía đông giáp xã Minh Tân và xã Phong Quang
- Phía tây giáp xã Xín Chải và xã Thanh Đức
- Phía nam giáp xã Phương Tiến
- Phía bắc giáp Trung Quốc và xã Minh Tân.

Xã Thanh Thủy có diện tích 43,63 km², dân số năm 2019 là 2.742 người, mật độ dân số đạt 63 người/km².

## Hành chính
Xã Thanh Thủy được chia thành 7 thôn, bản: Giang Nam, Cốc Nghè, Thanh Sơn, Nà Toong, Nặm Ngặt, Nà Sát, Lùng Đoóc.

## Lịch sử
Sau năm 1975, Thanh Thủy là một xã thuộc huyện Vị Xuyên.
Ngày 14 tháng 5 năm 1981, Hội đồng Chính phủ ban hành Quyết định 185/1981/QĐ-CP về việc tách xóm Nậm Ngặt của xã Thanh Đức và thôn Pin, xóm Lùng Đoóc của xã Phương Tiến để sáp nhập vào xã Thanh Thủy.
Ngày 30 tháng 12 năm 2022, UBND tỉnh Hà Giang ban hành Quyết định số 2465/QĐ-UBND về việc công nhận xã Thanh Thủy là đô thị loại V.

## Kinh tế
Cửa khẩu Thanh Thủy là cửa thông thương với Trung Quốc. Đây cũng được coi là điểm cuối của Quốc lộ 2. Cạnh đó là điểm đầu nguồn của sông Lô, tiếp nối với Kai Hua He (sông Khai Hóa, trên Google Maps là hương Nam Ôn Hà (Nanwen He) huyện Ma Lật Pha) bên Trung Quốc.
Phía cực tây của xã là "Núi Đất" hay "Cao điểm 1509" (trên bản đồ địa hình 1:50.000 hiện nay mảnh F-48-30B là điểm cao 1421), mà người Trung Quốc gọi là Lao Shan (Lão Sơn). Tại đây, cùng với Nậm Ngặt, từ tháng 4/1984 đến năm 1989 đã xảy ra chục vụ giao tranh ác liệt giữa hai quân đội Việt Nam và Trung Quốc . Sau 5 năm chiếm giữ, Trung Quốc trả lại các điểm đã chiếm đóng của ta bao gồm cả cao điểm 1509. (Ở 1509 mỗi bên giữ một đỉnh như trước khi xảy ra cuộc chiến)